# San Francisco (Surigao del Norte)
San Francisco, antes conocido como Anao-Aón, es un municipio filipino de quinta categoría, situado en la parte nordeste de la isla de Mindanao. Forma parte de la provincia de Surigao del Norte situada en la Región Administrativa de Caraga, también denominada Región XIII. Para las elecciones está encuadrado en el Segundo Distrito Electoral.

## Historia
Se han contado muchas historias sobre el origen de la ciudad, pero la más común es la de los dos amantes, Anao y Aon. Anao era un apuesto y fuerte cazador que se enamoró de Aon, la mujer más bella e hija de un poderoso datu, que gobernaba el pueblo, que antes era un barangay. Anao y Aon juraron ser fieles a su amor, a pesar de la objeción del datu. El datu quiso romper su amor, pero no lo consiguió, ya que los amantes fueron encontrados muertos cerca de la orilla del río abrazados. De ahí el nombre de Anao-aon en memoria de los dos amantes.
Anao-aon se convirtió en un pueblo tras la abolición del sistema de encomiendas a principios del régimen español, con Lorenzo Tremedal, residente de buena fe en Surigao, como Kapitan del Pueblo.
Durante la guerra hispanoamericana, la ciudad quedó casi reducida a cenizas, por lo que se convirtió en un barrio hasta principios de 1957. Gracias a los esfuerzos incansables de Martillano Díaz, padre del exmiembro de la junta directiva Macario M. Díaz, Anao-aon se emancipó y recuperó su condición de municipio en virtud de la Orden Ejecutiva nº 249 del 24 de mayo de 1957, en tiempos del presidente Carlos P. García. Macario M, Díaz recibió el título de Padre del Municipio de Anao-aon. El 15 de agosto de 1957 se inauguró el municipio.
During the time of Mayor Francisco Delani, through House Bill No. 1768, approved May 20, 1971 by the House of the Senate, its unique and indigenous name Anao-aon was changed into San Francisco in honor of the Patron Saint, Saint Francis Xavier only to find out that it was creating confusion because there are many municipalities in the Philippines already named after San Francisco, but then it's too late for its politician authors and supporters to make the move to revert into its original name of Anao-aon.

## Barangays
San Francisco de Anaoaón se divide políticamente en 11 municipios o barangays:
- Amontay
- Balite
- Banbanon
- Diaz
- Honrado
- Jubgan
- Linongganan
- Macopa
- Magtangale
- Oslao
- Poblacion

## Geografía
Municipio situado 9 km. al suroeste la ciudad de Surigao,  capital de la provincia. Ribereño del mar de Bohol en el borde oriental del estrecho de Surigao.
Su término, situado en la isla de Mindanao, linda al norte con el mar; al sur con el municipio  de Malimono; al este con los municipios de Surigao y de Sison; y al oeste con el  mar.

### Barrios
El municipio  de San Francisco se divide, a los efectos administrativos, en 11 barangayes o barrios, conforme a la siguiente relación:
| - Amontay - Balite - Banbanón | - Díaz - Honrado - Jubgán | - Linongganán - Macopa - Magtangale | - Oslao - Población |

## Historia
Ha habido muchas historias sobre el origen de la ciudad, pero la más común es de los dos amantes, Anao y Aón.
Anao  se enamoró de Aón,  mujer  hermosa, hija del poderoso Datu  que gobernaba el lugar.
Como en otras historias Anao y Aón se prometieron  a pesar de la oposición  del Datu quien quería romper su amor. Fracasó ya que  los amantes fueron encontrados muertos cerca de la orilla del río en el frío abrazo.
Por lo tanto, el nombre Anao-Aón viene en memoria de los dos amantes.
Tras la abolición de las encomiendas Anao-Aón se convirtió en un pueblo siendo Lorenzo Tremedal  su primer Kapitan.
El actual territorio de Surigao del Norte fue parte de la provincia de Caraga durante la mayor parte del período español.
Así, a principios del siglo XX la isla de Mindanao se hallaba dividida en siete distritos o provincias.
El Distrito 3º de Surigao, llamado hasta 1858  provincia de Caraga, tenía por capital el pueblo de Surigao e incluía la  Comandancia de Butuan.
La capital es el  pueblo de Surigao, que con su visita de Ananaón tiene 9.254 almas, 
Durante la Guerra Española-Americana, la ciudad quedó  reducida a cenizas, pasando a ser un  barrio hasta el 15 de agosto de  1957 cuando se constituyó su ayuntamiento, gracias a los esfuerzos a de Martillano Díaz, padre del exmiembro de la Junta Macario M. Diaz,.
El 20 de mayo de 1971 el municipio pasó a denominarse San Francisco en honor al Santo Patrono, San Francisco Javier.